# Monaco op de Olympische Winterspelen 2014
Monaco was een van de deelnemende landen aan de Olympische Winterspelen 2014 in Sotsji, Rusland. 
Vijf deelnemers (vier mannen en een vrouw) vertegenwoordigden hun vaderland op deze editie van de Winterspelen. Van deze vijf nam bobsleepiloot Patrice Servelle voor de vierde opeenvolgende keer deel, hij deed dit na 2002 en 2010 voor de derde keer met remmer Sébastien Gattuso. Alpineskiester Alexandra Coletti nam voor de derde opeenvolgende keer deel, alpineskiër Olivier Jenot nam na 2006 voor de tweede keer deel, hij was ook de vlaggendrager bij de openingsceremonie. Bobsleeër Rudy Rinaldi, die deze editie niet in wedstrijdverband uitkwam, was de vlaggendrager bij de sluitingsceremonie.

## Deelnemers en resultaten
(m) = mannen, (v) = vrouwen 

### Alpineskiën
| Olympiër (deelname)   | Onderdeel        | Resultaat | Prestatie                                                            |
| --------------------- | ---------------- | --------- | -------------------------------------------------------------------- |
| Arnaud Alessandria    | combinatie (m)   | DNF       | afdaling: 1.57,59 (36e) slalom: niet gefinisht                       |
| Arnaud Alessandria    | afdaling (m)     | 39e       | 2.12,71 (+6,48)                                                      |
| Arnaud Alessandria    | super g (m)      | DNF       | niet gefinisht                                                       |
| Olivier Jenot (2)     | combinatie (m)   | 28e       | afdaling: 1.59,81 (45e) slalom: 56,01 (25e) totaal: 2.55,82 (+10,62) |
| Olivier Jenot (2)     | reuzenslalom (m) | DNF       | 1e run: niet gefinisht                                               |
| Olivier Jenot (2)     | slalom (m)       | DNF-2     | 1e run: 55,89 (59e) 2e run: niet gefinisht                           |
| Olivier Jenot (2)     | super g (m)      | 35e       | 1.22,20 (+4,06)                                                      |
|                       |                  |           |                                                                      |
| Alexandra Coletti (3) | combinatie (v)   | DNF       | afdaling: niet gefinisht                                             |
| Alexandra Coletti (3) | afdaling (v)     | DNF       | niet gefinisht                                                       |

### Bobsleeën
| Olympiër (deelname)                        | Onderdeel    | Resultaat | Prestatie                                                                                           |
| ------------------------------------------ | ------------ | --------- | --------------------------------------------------------------------------------------------------- |
| Patrice Servelle (4) Sébastien Gattuso (3) | tweemans (m) | 21e       | Totaal: 2.52,60 run 1: 57,50 (20e) run 2: 57,30 (20e) run 3: 57,80 (26e) run 4: niet gekwalificeerd |